# Хлыново (Московская область)
Хлы́ново — деревня в Раменском муниципальном районе Московской области. Входит в состав сельского поселения Константиновское. Население — 17 чел. (2010).

## Название
Название связано с некалендарным личным именем Хлын(ь).

## География
Деревня Хлыново расположена в западной части Раменского района, примерно в 15 км к юго-западу от города Раменское. Высота над уровнем моря 140 м. Рядом с деревней протекает река Велинка. К деревне приписана территория Факел-2012. Ближайший населённый пункт — посёлок Денежниково.

## История
В 1926 году деревня входила в Ширяевский сельсовет Салтыковской волости Бронницкого уезда Московской губернии.
С 1929 года — населённый пункт в составе Бронницкого района Коломенского округа Московской области. 3 июня 1959 года Бронницкий район был упразднён, деревня передана в Люберецкий район. С 1960 года в составе Раменского района.
До муниципальной реформы 2006 года деревня входила в состав Константиновского сельского округа Раменского района.

## Население
| 1926 | 2002 | 2010 |
| ---- | ---- | ---- |
| 87   | ↘7   | ↗17  |

В 1926 году в деревне проживало 87 человек (35 мужчин, 52 женщины), насчитывалось 16 хозяйств, из которых 15 было крестьянских. По переписи 2002 года — 7 человек (2 мужчины, 5 женщин).